# Associazione Calcio Libertas (Milano) 1919-1920
Questa pagina raccoglie i dati riguardanti l'Associazione Calcio Libertas nelle competizioni ufficiali della stagione 1919-1920.

## Stagione
Una parte dei membri della deceduta Associazione Milanese del Calcio confluì nella Racing Libertas. La squadra cambiò il nome in Associazione Calcio Libertas e si salvò a stento dalla retrocessione in Promozione, evitandola soltanto superando allo spareggio la Cremonese.

## Organigramma societario
Area direttiva
- Presidente: Angelo Ronzoni
- Vicepresidente: avv. Vittorio Pedroni
- Cassiere: Guido Giussani
- Consiglieri: Luigi Bracciani, rag, Giuseppe Parravicini, Mario Primavesi, Mario Tradico, avv. Franco Valsecchi.
- Collegio sindacale: Giuseppe Mensio, Guido Pellegrini, Gaetano Rossi.

Area organizzativa
- Segretario: ing. Luigi Morati

Area tecnica
- Commissione Tecnica: Luigi Pedraglio, Emilio Pina, Enrico Prous, Luigi Sessa.

## Rosa
| N. |                   | Ruolo | Calciatore         |
| -- | ----------------- | ----- | ------------------ |
|    | Italia (bandiera) | D     | Eugenio Allievi    |
|    | Italia (bandiera) | A     | Bassa              |
|    | Italia (bandiera) | A     | Franco Bellosi     |
|    | Italia (bandiera) | C     | Cattaneo           |
|    | Italia (bandiera) | A     | Costante Coronelli |
|    | Italia (bandiera) | A     | Duchene            |
|    | Italia (bandiera) | P     | Enrico Malerba     |
|    | Italia (bandiera) | A     | Messa              |
|    | Italia (bandiera) | P     | Henry Molinari     |
|    | Italia (bandiera) | C     | Enio Moroni        |

| N. |                   | Ruolo | Calciatore      |
| -- | ----------------- | ----- | --------------- |
|    | Italia (bandiera) | A     | Giampiero Mürer |
|    | Italia (bandiera) | A     | Nepoti          |
|    | Italia (bandiera) | A     | Pasquale Pagni  |
|    | Italia (bandiera) | C     | Pina (I)        |
|    | Italia (bandiera) | C     | Mario Pina (II) |
|    | Italia (bandiera) | A     | Mario Porrati   |
|    | Italia (bandiera) | A     | Milo Porrati    |
|    | Italia (bandiera) | A     | Guido Ros       |
|    | Italia (bandiera) | D     | Angelo Rovati   |
|    | Italia (bandiera) | A     | Umberto Soldati |
|    | Italia (bandiera) | A     | Villa           |

## Risultati

### Prima Categoria

#### Girone A lombardo

##### Girone di andata
| Arbitro: | Gaetani (Milano) |

|  |           |                                   |
|  | Marcatori | ?’ (rig.) L. Cevenini ?’, ?’ Aebi |

| Arbitro: | Bistoletti (Milano) |

|                                                               |           |  |
| Paltenghi 30’ (rig.) Milocco 73’ Tognasso II 83’ Mattaini 87’ | Marcatori |  |

| Arbitro: | Gelmi (Bergamo) |

|                                                |           |  |
| Prosdocimo 25’ Bevilacqua 59’, 74’ Marenzi 86’ | Marcatori |  |

| Arbitro: | Quirci (Milano) |

|                                               |           |  |
| Comoglio 34’ Ferrari 44’ Lunghi 67’ Ratti 72’ | Marcatori |  |

| Arbitro: | Franziosi (Milano) |

|                                         |           |             |
| Ros 10’ (rig.), 55’ Messa 60’ Pagni 75’ | Marcatori | 80’ Defendi |

##### Girone di ritorno
| Arbitro: | Cavazzana (Milano) |

|                                                            |           |  |
| L. Cevenini 4’, 7’ (rig.) Conti 16’ Asti 35’, 40’ Aebi 65’ | Marcatori |  |

| Arbitro: | Vielmi |

|           |           |  |
| Villa 52’ | Marcatori |  |

| Arbitro: | Quirci (Milano) |

|                           |           |                                  |
| Pagni 40’, 89’ Moroni 45’ | Marcatori | 65’ (rig.) Gelmi 87’, 88’ Quadri |

| Arbitro: | Bellandi (Milano) |

|  |           |              |
|  | Marcatori | 25’ Comoglio |

| Arbitro: | Muttoni (Treviglio) |

|                                                  |           |                       |
| Defendi 13’, 65’, 75’ Lanfritto 44’ Ardigò I 60’ | Marcatori | 1’, 85’ Murer 30’ Ros |

##### Spareggio salvezza
| Arbitro: | Fries (Milano) |

|                     |           |  |
| Bellosi 3’ Pagni 5’ | Marcatori |  |